# Mesa (Washington)
Pour les articles homonymes, voir Mesa.
Mesa est une ville américaine située dans le comté de Franklin, dans l'État de Washington. Selon le recensement de 2010, sa population est de 489 habitants.